# きれいの魔法
『きれいの魔法』（きれいのまほう）は、2010年3月30日から2013年3月30日までNHK Eテレで放送された趣味実用番組である。

## 概要
2009年度末で終了した『おしゃれ工房』のうち、ファッション、コスメティック、スキンケア、エクササイズなどをテーマに取り上げ、テーマに沿った講師を招いて、実践・紹介する内容に特化し独立した。
NHK出版より同番組名のテキストが月刊で発行された。なお、手芸・工芸などを扱う番組は『すてきにハンドメイド』となった。

## 放送時間

### 本放送
- 2010年3月30日 - 2011年3月22日：火曜日 11:30 - 11:54
- 2011年3月31日 - 2012年3月29日：木曜日 22:00 - 22:24
- 2012年4月7日 - 2013年3月30日：土曜日 21:30 - 21:54

### 再放送
- 2010年3月30日 - 2011年3月22日：火曜日 21:30 - 21:54
- 2011年4月7日 - 2012年3月29日：木曜日 13:05 - 13:29
- 2012年4月4日 - 2013年3月27日：水曜日 10:30 - 10:54

## 出演者
進行アナウンサー
- 黒崎めぐみ（2011年度）
- 小林千恵（2012年度）

ナレーション
当初テーマごとに交互に担当。2010年度下半期以降は、秀島と三浦が交互に担当することが多くなった。
- 大場真人、秀島史香、増田晋、半田雅和、三浦祥朗（2010年4月 - ）
- 柳沢三千代（2010年9月 - ）
- 齊藤美絵（2011年4月 - ）